# Odry (powiat Chojnicki)
Odry is een dorp in de Poolse woiwodschap Pommeren. De plaats maakt deel uit van de gemeente Czersk en telt 410 inwoners.